# Minton’s Playhouse

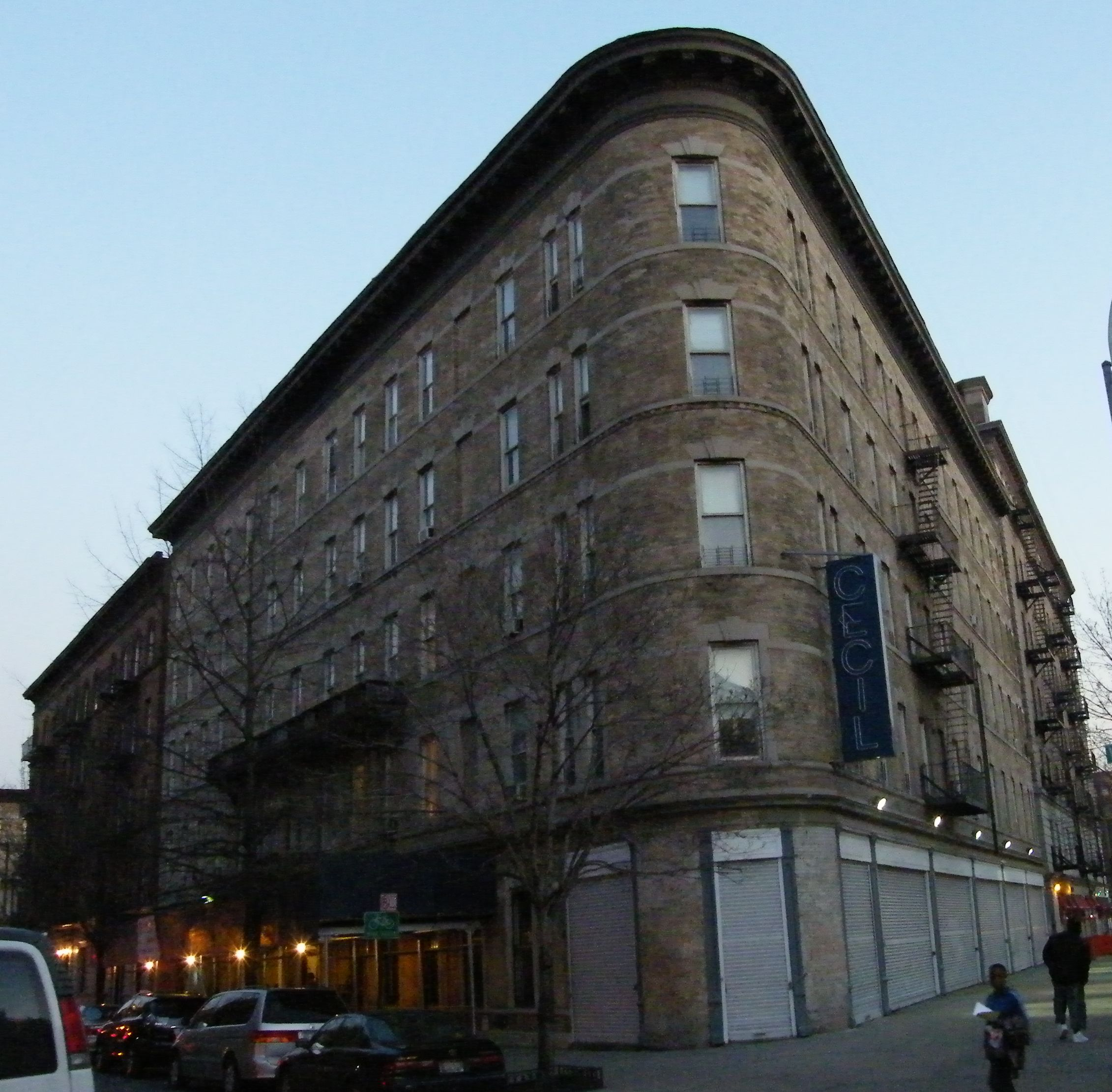
Minton’s Playhouse

Minton’s Playhouse – nowojorski klub jazzowy, mieszczący się w Harlemie, na pierwszym piętrze Cecil Hotel, na rogu West 118 Street i 7th Avenue pod numerem 210. Założony został w roku 1938 przez saksofonistę Henry’ego Mintona.
Klub odegrał we wczesnych latach czterdziestych XX wieku dużą rolę w tworzeniu się nowego stylu w jazzie – bebopu. Grywali tam tacy muzycy jak: Charlie Parker, Dizzy Gillespie, Lester Young, Ben Webster, Charlie Christian, Thelonious Monk, Joe Guy, Nick Fenton, Kenny Clarke, Roy Eldridge. Szczególnie popularne były tzw. Monday Celebrity Nights, czyli poniedziałkowe wieczory, kiedy muzycy staczali ze sobą pojedynki.
Klub działał nieprzerwanie do roku 1974, a 19 maja 2006 roku został otwarty ponownie, pod nazwą Uptown Jazz Lounge at Minton's.